# Виктор II
Виктор II (лат. Victor PP. II, в миру граф Гебхард фон Доленштайн-Хиршберг нем. Gebhard, Grafen von Dollnstein-Hirschberg; около 1018 — 28 июля 1057) — папа римский с 13 апреля 1055 года.

## Обучение и церковная карьера
Гебхард приходился племянником императору Генриху III, его отцом был Гарвиг, барон Швабии, граф фон Кальве. В возрасте 24 лет Гебхард был назначен, по настоянию епископа Регенсбурга и Генриха III, епископом Айхштетта. В этом статусе он стал одним из ближайших советников императора. Одно время Гебхард был регентом Баварии.

## Избрание
После смерти папы Льва IX (19 апреля 1054) Хильдебранд из Соаны, самая важная церковная фигура того времени, находился во Франции. Он сразу же прибыл в Германию, в Майнц, где принял делегацию римской знати, выступающих против его реформ. Хильдебранд предложил в качестве папы епископа Айхштетта, который был близок реформаторским идеям. В итоге Гебхард фон Кальве был избран в качестве Папы в Майнце в сентябре 1054 года, выбрав имя Виктора II и попросив императора Генриха III помочь ему отвоевать потерянные папские территории. Он был рукоположён 13 апреля 1055 года (семь месяцев спустя после выборов) в базилике Святого Петра.
Понтификат В июне 1055 года Виктор встретился с императором во Флоренции и там провел совет, который усилил озвученное Львом IX осуждение браков духовенства, симонии и растраты церковного имущества. В следующем году Генрих III скончался, Виктор был возле него у смертного одра в Ботфельде, Гарц, 5 октября 1056 года. Как опекун малолетнего императора Генриха IV и советник императрицы Агнессы, регентши Генриха, Виктор сосредоточил в своих руках огромную власть, которую старался использовать для поддержания мира в империи и укрепления позиций папства против агрессии баронов. Хильдебранду было поручено продолжать реформы, особенно во Франции, препятствуя избранию епископов, не согласных с ним.

## Политика
В Италии папа столкнулся с противодействием со стороны Годфрида I Тосканского, самого могущественного человека на полуострове. Готфрид женился на Беатрис де Бар, вдове Бонифация III Тосканского, которая имела дочь Матильду. Император Генрих III попытался воспрепятствовать этому союзу и взял Беатрис и Матильду в заложники. После смерти Генриха III Виктору II пришлось решать судьбу заложниц. С помощью подсказок Хильдебранда ему удалось заключить мир между Агнессой, вдовой императора, и Готфридом, которому были возвращены жена и дочь, а также часть Лотарингии.
Виктор умер от малярии всего в 40 лет, во время поездки по Тоскане, близ города Ареццо, сопровождаемый кардиналом Бонифацио Конти. Виктор просил похоронить себя в Айхштетте, однако его тело было похищено и погребено жителями Равенны в церкви Санта-Мария-Ротонда, месте захоронения Теодориха Великого.